# Liste der Monuments historiques in Ferrières-sur-Sichon
Die Liste der Monuments historiques in Ferrières-sur-Sichon führt die Monuments historiques in der französischen Gemeinde Ferrières-sur-Sichon auf.

## Liste der Bauwerke
| Bezeichnung                                    | Beschreibung                                                                  | Standort | Kennzeichnung | Schutzstatus | Datum | Bild           |
| ---------------------------------------------- | ----------------------------------------------------------------------------- | -------- | ------------- | ------------ | ----- | -------------- |
| Château de Chappes (Fotos in der Base Mérimée) | Wasserburg, 15. Jahrhundert, im 18. Jahrhundert zum Schloss umgebaut          | (Lage)   | PA00093421    | Inscrit      | 1992  |                |
| Château de Ferrières                           | Donjon, 15. Jahrhundert, im 19. Jahrhundert umgebaut                          | (Lage)   | PA00093101    | Inscrit      | 1982  | weitere Bilder |
| Burg Montgilbert                               | Ruine einer Höhenburg, 13. Jahrhundert, am Ort eines gallo-römischen Castrums | (Lage)   | PA00093102    | Inscrit      | 1930  | weitere Bilder |

## Liste der Objekte
| Bezeichnung          | Beschreibung                      | Standort                           | Kennzeichnung | Schutzstatus | Datum | Bild |
| -------------------- | --------------------------------- | ---------------------------------- | ------------- | ------------ | ----- | ---- |
| Reliquiar            | Holz, 16. Jahrhundert             | in der Kirche St-Barthélemy (Lage) | PM03000106    | Classé       | 1907  |      |
| Anrichte             | Holz, 16. Jahrhundert             | in der Kirche St-Barthélemy (Lage) | PM03000107    | Classé       | 1907  |      |
| Gemälde Auferstehung | Erste Hälfte des 19. Jahrhunderts | in der Kirche St-Barthélemy (Lage) | PM03001471    | Inscrit      | 1993  |      |